# Улица Графова
Улица Гра́фова — улица в Приморском районе Санкт-Петербурга. Проходит от набережной Чёрной речки до Лисичанской улицы.

## История
Улица существует с 1887 года. До 1949 года она называлась Тавастгусской улицей, по одному из губернских центров Финляндии — городу Тавастгусу (ныне город Хямеэнлинна). 27 января 1949 года, в пятую годовщину освобождения Ленинграда от блокады улица была переименована в улицу Графова — в честь Героя Советского Союза младшего лейтенанта И. А. Графова (1924—1944), героически погибшего в районе реки Нарвы 22 февраля 1944 года. В 1970 году на доме 2 была открыта мемориальная доска в честь героя.

## Пересечения
- набережная Чёрной речки
- Лисичанская улица